# Ljudmila Iwanowna Schwezowa

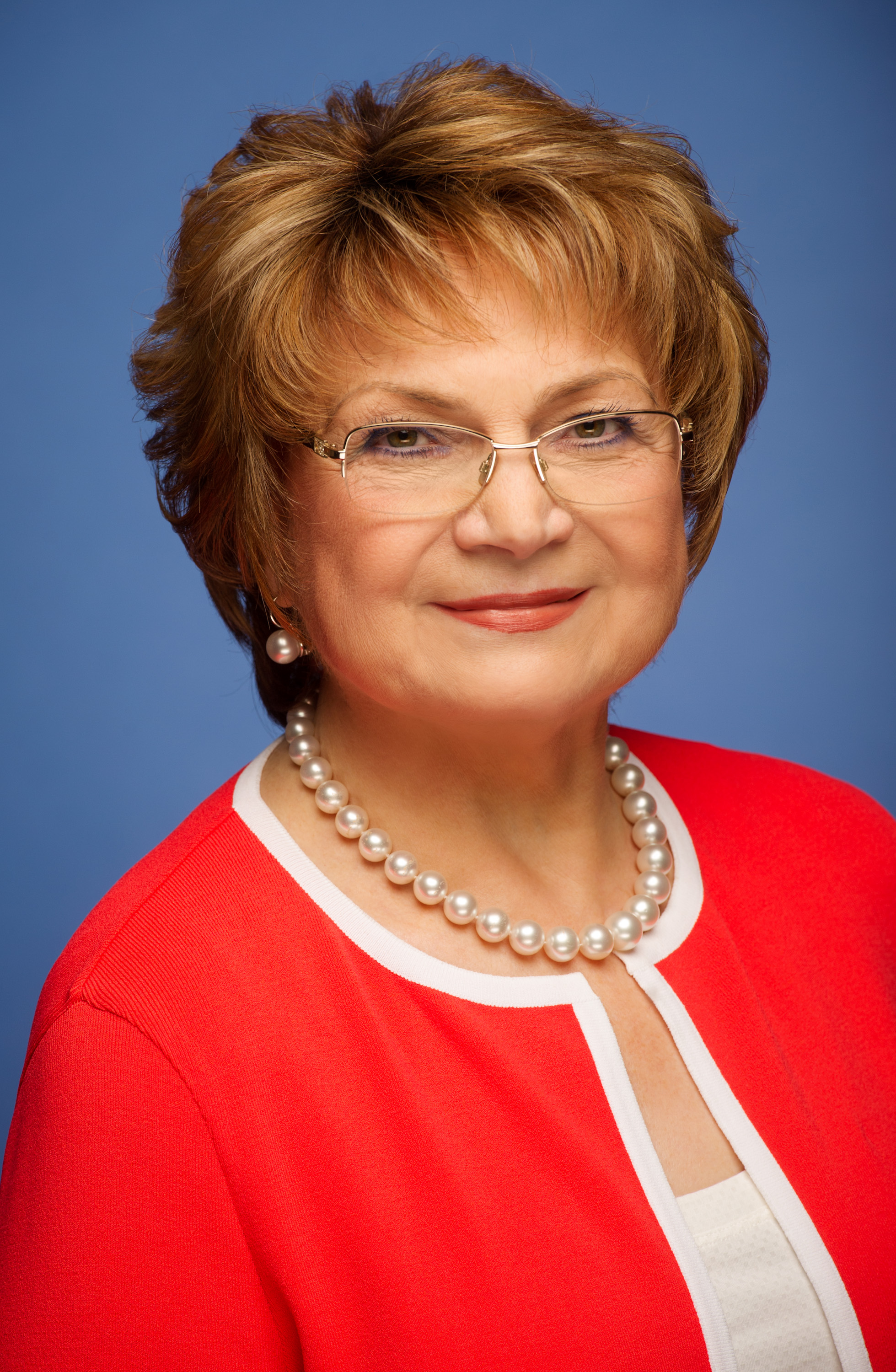
Ljudmila Iwanowna Schwezowa, 2013

Ljudmila Iwanowna Schwezowa (russisch Людмила Ивановна Швецова, * 24. September 1949 in Alma-Ata; † 29. Oktober 2014 in Moskau) war eine russische Politikerin.

## Leben
Schwezowa war von Dezember 2011 bis zu ihrem Tod Vizepräsidentin der Duma in Russland. Am 29. April 2014 wurde Schwezowa nach der völkerrechtswidrigen Krimannexion durch Russland auf eine Sanktionsliste der Europäischen Union gesetzt.